# 钟自然
钟自然（1962年8月—），男，汉族，安徽桐城人，中华人民共和国政治人物，曾任自然资源部党组成员，中国地质调查局局长、党组书记，中国地质科学院院长，中国地质学会理事长。
2024年1月2日，因涉嫌严重违纪违法接受中央纪委国家监委的纪律审查和监察调查，为2024年首个通报被查的中管干部。
2024年6月，被开除党籍、取消其享受的待遇。
2024年7月，最高人民检察院依法以涉嫌受贿罪、故意泄露国家秘密罪对钟自然作出逮捕决定。
2024年10月，被浙江省宁波市人民检察院提起公诉。
2025年1月17日，宁波市中级人民法院一审开庭审理了钟自然受贿、故意泄露国家秘密一案。对受贿部分公开审理；因涉及国家秘密，对故意泄露国家秘密部分依法不公开审理。起诉书称，2011年至2023年，钟自然利用职务之便，非法收受财物，共计折合人民币2356万余元；2019年，钟自然违反保守国家秘密法的规定，将机密级文件交予不应知悉者阅看并保管，情节严重。钟自然当庭表示认罪悔罪。
2025年4月16日，浙江省宁波市中级人民法院一审公开宣判自然资源部原党组成员、中国地质调查局原党组书记、局长钟自然受贿、故意泄露国家秘密案，对被告人钟自然以受贿罪判处有期徒刑十二年，并处罚金人民币二百万元，以故意泄露国家秘密罪判处有期徒刑二年，决定执行有期徒刑十三年，并处罚金人民币二百万元；对钟自然受贿犯罪所得财物及孳息依法予以追缴，上缴国库。